# Коцо Филонеро I
Коцо Филонеро I је насеље у Италији у округу Сиракуза, региону Сицилија.
Према процени из 2011. у насељу је живело 54 становника. Насеље се налази на надморској висини од 37 м.